# 佐世保都市圏
佐世保都市圏（させぼとしけん）は、長崎県佐世保市を中心とする都市圏である。

## 構成市町村
- 長崎県
  - 佐世保市
  - 松浦市
  - 西海市
  - 北松浦郡 - 佐々町
  - 東彼杵郡 - 波佐見町、川棚町
- 佐賀県
  - 伊万里市
  - 西松浦郡有田町

### 「10% 都市圏（通勤圏）」
佐世保市を中心とする都市雇用圏（10% 通勤圏）の人口は約30万人（2010年国勢調査基準）。一般的な都市圏の定義については都市圏を参照のこと。
都市雇用圏（10% 通勤圏）の変遷
- 10% 通勤圏に入っていない自治体は、各統計年の欄で灰色かつ「-」で示す。

| 自治体 ('80) | 1980年                   | 1990年                   | 1995年                   | 2000年                   | 2005年                   | 2010年                   | 自治体 （現在） |
| ------------ | ------------------------ | ------------------------ | ------------------------ | ------------------------ | ------------------------ | ------------------------ | --------------- |
| 宇久町       | -                        | -                        | -                        | -                        | -                        | 佐世保 都市圏 30万4578人 | 佐世保市        |
| 佐世保市     | 佐世保 都市圏 30万4678人 | 佐世保 都市圏 29万8232人 | 佐世保 都市圏 32万7649人 | 佐世保 都市圏 32万2948人 | 佐世保 都市圏 31万0557人 | 佐世保 都市圏 30万4578人 | 佐世保市        |
| 吉井町       | 佐世保 都市圏 30万4678人 | 佐世保 都市圏 29万8232人 | 佐世保 都市圏 32万7649人 | 佐世保 都市圏 32万2948人 | 佐世保 都市圏 31万0557人 | 佐世保 都市圏 30万4578人 | 佐世保市        |
| 世知原町     | 佐世保 都市圏 30万4678人 | 佐世保 都市圏 29万8232人 | 佐世保 都市圏 32万7649人 | 佐世保 都市圏 32万2948人 | 佐世保 都市圏 31万0557人 | 佐世保 都市圏 30万4578人 | 佐世保市        |
| 小佐々町     | 佐世保 都市圏 30万4678人 | 佐世保 都市圏 29万8232人 | 佐世保 都市圏 32万7649人 | 佐世保 都市圏 32万2948人 | 佐世保 都市圏 31万0557人 | 佐世保 都市圏 30万4578人 | 佐世保市        |
| 佐々町       | 佐世保 都市圏 30万4678人 | 佐世保 都市圏 29万8232人 | 佐世保 都市圏 32万7649人 | 佐世保 都市圏 32万2948人 | 佐世保 都市圏 31万0557人 | 佐世保 都市圏 30万4578人 | 佐々町          |
| 川棚町       | 佐世保 都市圏 30万4678人 | 佐世保 都市圏 29万8232人 | 佐世保 都市圏 32万7649人 | 佐世保 都市圏 32万2948人 | 佐世保 都市圏 31万0557人 | 佐世保 都市圏 30万4578人 | 川棚町          |
| 西海町       | 佐世保 都市圏 30万4678人 | 佐世保 都市圏 29万8232人 | 佐世保 都市圏 32万7649人 | 佐世保 都市圏 32万2948人 | -                        | -                        | 西海市          |
| 江迎町       | -                        | -                        | 佐世保 都市圏 32万7649人 | 佐世保 都市圏 32万2948人 | 佐世保 都市圏 31万0557人 | 佐世保 都市圏 30万4578人 | 佐世保市        |
| 鹿町町       | -                        | -                        | 佐世保 都市圏 32万7649人 | 佐世保 都市圏 32万2948人 | 佐世保 都市圏 31万0557人 | 佐世保 都市圏 30万4578人 | 佐世保市        |
| 波佐見町     | -                        | -                        | -                        | -                        | 佐世保 都市圏 31万0557人 | 佐世保 都市圏 30万4578人 | 波佐見町        |
| 西彼町       | -                        | -                        | -                        | -                        | -                        | -                        | 西海市          |
| 大瀬戸町     | -                        | -                        | -                        | -                        | -                        | -                        | 西海市          |
| 大島町       | -                        | -                        | -                        | -                        | -                        | -                        | 西海市          |
| 崎戸町       | -                        | -                        | -                        | -                        | -                        | -                        | 西海市          |

- 2005年4月1日
  - 吉井町、世知原町を佐世保市に編入。
  - 西彼町、大瀬戸町、西海町、大島町、崎戸町が新設合併し西海市が発足。
- 2006年3月31日：小佐々町、宇久町を佐世保市に編入。
- 2010年3月31日：江迎町、鹿町町を佐世保市に編入。

### 行政
佐世保市と平戸市、松浦市、西海市、佐々町、川棚町、波佐見町、東彼杵町、小値賀町、新上五島町、伊万里市、有田町の13市町が佐世保市を中心とした連携中枢都市圏『西九州させぼ広域都市圏』を形成している。

## 交通

### 鉄道
- 佐世保線
- 大村線
- 松浦鉄道西九州線

### 道路
- 国道35号
- 国道202号
- 国道204号